# La Bazoge (Manche)
Pour les articles homonymes, voir La Bazoge.
La Bazoge est une ancienne commune française, située dans le département de la Manche en région Normandie, devenue le 1er janvier 2017 une commune déléguée au sein de la commune nouvelle de Juvigny les Vallées.
Elle est peuplée de 141 habitants.

## Géographie
| Le Mesnil-Rainfray (comm. nouv. de Juvigny les Vallées) | Le Mesnil-Rainfray (comm. nouv. de Juvigny les Vallées) | Le Mesnil-Rainfray (comm. nouv. de Juvigny les Vallées) |
| Chasseguey (comm. nouv. de Juvigny les Vallées)         | La Bazoge                                               | Romagny (comm. nouv. de Romagny Fontenay)               |
| Chèvreville (comm. nouv. de Grandparigny)               | Fontenay (comm. nouv. de Romagny Fontenay)              | Fontenay (comm. nouv. de Romagny Fontenay)              |

## Toponymie
Le nom de la localité est attesté sous les formes Baselgiaca entre 1061 et 1067, Basolche en 1082, Basocha au XIIe siècle, la Basouge en 1398.
Du latin basilica, de l'ancien français baselche, basoche, « église ».
Le gentilé est Bazogeais.

## Histoire
En 1082, Roger du Husson, donna l'église ainsi que les aumônes et le dîme du village à la collégiale de Mortain. En 1204, lors du rattachement de la Normandie au domaine royal, Ruelan et Guillaume de La Bazoge prêtèrent serment au roi Philippe Auguste.
À la suite de la révocation de l'édit de Nantes, Étienne Sauvé de La Bazoge, protestant, conseiller au Parlement de Normandie, quitta la France et se retira en Hollande.
Le 1er janvier 2017, La Bazoge intègre avec six autres communes la commune de Juvigny les Vallées créée sous le régime juridique des communes nouvelles instauré par la loi no 2010-1563 du 16 décembre 2010 de réforme des collectivités territoriales. Les communes de La Bazoge, Bellefontaine, Chasseguey, Chérencé-le-Roussel, Juvigny-le-Tertre, Le Mesnil-Rainfray, Le Mesnil-Tôve deviennent des communes déléguées et Juvigny-le-Tertre est le chef-lieu de la commune nouvelle.

## Politique et administration

### Liste des maires
| Période                                  | Période       | Identité          | Étiquette | Qualité                   |
| ---------------------------------------- | ------------- | ----------------- | --------- | ------------------------- |
| Les données manquantes sont à compléter. |               |                   |           |                           |
| 1971                                     | mars 2001     | Georges Guillotin |           | Menuisier[réf. souhaitée] |
| mars 2001                                | décembre 2016 | Jean-Yves Hamel   | SE        | Agriculteur               |

Le conseil municipal était composé de onze membres dont le maire et deux adjoints. Ces conseillers intègrent au complet le conseil municipal de Juvigny les Vallées le 1er janvier 2017 jusqu'en 2020 et Jean-Yves Hamel devient maire délégué.

## Population et société

### Démographie
L'évolution du nombre d'habitants est connue à travers les recensements de la population effectués dans la commune depuis 1793. À partir du 1er janvier 2009, les populations légales des communes sont publiées annuellement dans le cadre d'un recensement qui repose désormais sur une collecte d'information annuelle, concernant successivement tous les territoires communaux au cours d'une période de cinq ans. 
Pour les communes de moins de 10 000 habitants, une enquête de recensement portant sur toute la population est réalisée tous les cinq ans, les populations légales des années intermédiaires étant quant à elles estimées par interpolation ou extrapolation. Pour la commune, le premier recensement exhaustif entrant dans le cadre du nouveau dispositif a été réalisé en 2006,.
En 2022, la commune comptait 141 habitants, en évolution de −2,76 % par rapport à 2016 (Manche : +0,44 %, France hors Mayotte : +2,49 %).
| 1793 | 1800 | 1806 | 1821 | 1831 | 1836 | 1841 | 1846 | 1851 |
| ---- | ---- | ---- | ---- | ---- | ---- | ---- | ---- | ---- |
| 386  | 382  | 421  | 417  | 343  | 347  | 353  | 348  | 348  |

| 1856 | 1861 | 1866 | 1872 | 1876 | 1881 | 1886 | 1891 | 1896 |
| ---- | ---- | ---- | ---- | ---- | ---- | ---- | ---- | ---- |
| 314  | 297  | 324  | 338  | 357  | 346  | 324  | 299  | 292  |

| 1901 | 1906 | 1911 | 1921 | 1926 | 1931 | 1936 | 1946 | 1954 |
| ---- | ---- | ---- | ---- | ---- | ---- | ---- | ---- | ---- |
| 288  | 302  | 300  | 257  | 272  | 288  | 299  | 286  | 264  |

| 1962 | 1968 | 1975 | 1982 | 1990 | 1999 | 2006 | 2011 | 2016 |
| ---- | ---- | ---- | ---- | ---- | ---- | ---- | ---- | ---- |
| 240  | 201  | 177  | 172  | 162  | 166  | 162  | 160  | 145  |

| 2019 | - | - | - | - | - | - | - | - |
| ---- | - | - | - | - | - | - | - | - |
| 142  | - | - | - | - | - | - | - | - |

### Activité et manifestations
Les soirées Twin sont nées en 1980, sous l'impulsion de passionnés de moto et de musique. Devenues un évènement musical incontournable depuis maintenant plus de 39 ans, ces soirées sont placées résolument sous la bannière « du pacifisme, de la musicalité et de la convivialité ». Elles ont lieu tous les trimestres, l'édition estivale se déroulant sur deux journées. Pour les amateurs de découverte musicale, les Twins sont un festival à la programmation variée et originale.

## Culture locale et patrimoine

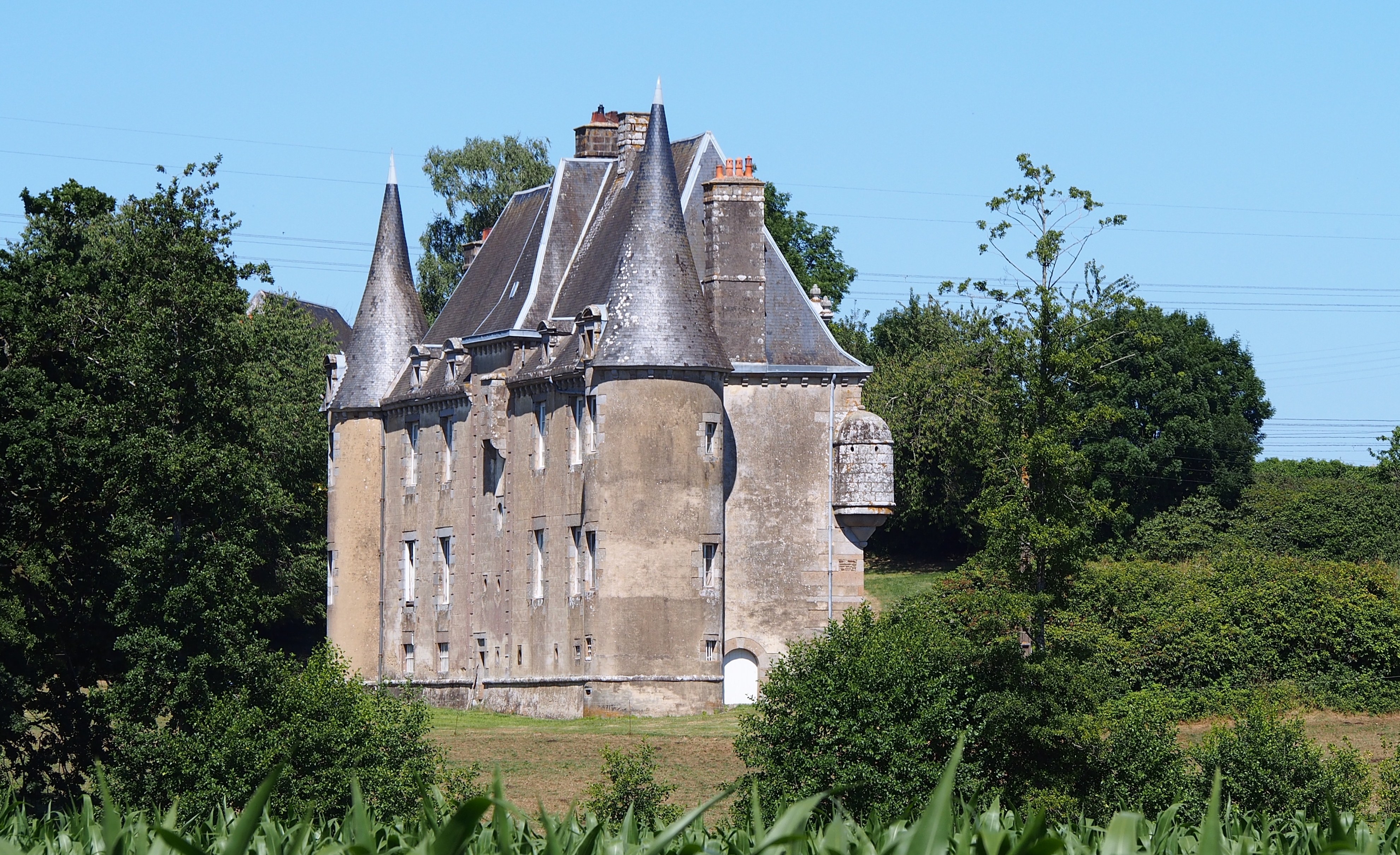
Le Logis.

### Lieux et monuments
- Église Saint-Martin des XVIIIe – XIXe siècles. Elle abrite deux chapes (XVIIIe), un retable du maître-autel saint Martin et saint Paul (XVIIIe), une poutre de gloire et Crucifixion (XVIIIe) classés au titre objet aux monuments historiques[15], des autels latéraux (XVIIIe), une chaire à prêcher (XVIIe), un Chemin de croix (XIXe), un groupe sculpté Archange Raphaël (XVIIIe), une Vierge à l'Enfant (XVIIIe), une verrière (XXe). Le retable, classé en 1951, fut acheté en 1863 par le maire de La Bazoge, Joseph Couyer de la Chesnardière († 1892) à l'église de Fougères.
- Croix de chemin (XXe siècle) à la mémoire des soldats morts en 1914-1918, croix de chemin (XVIIe) et (XVIIIe), croix de cimetière (XIXe).
- Château du Logis de La Bazoge et sa chapelle (XVIe – XIXe siècle), au lieu-dit la Cour. Lors de la bataille de Mortain, et après la libération de La Bazoge, l'état-major du général Hobbs s'installe dans le château.
- Château disparu de la Chesnais, détruit au XIXe siècle, possession de la famille de Leverdays. Les communs, les écuries et remise des voitures ont été transformés en résidences.
- Manoir de la Hurlière (XIXe siècle).
- Ancien presbytère.